# AG Weser
Aktien-Gesellschaft Weser (i daglige tale AG Weser) var et skibsværft i Bremen-Gröpelingen ved floden Weser. Virksomheden blev grundlagt i 1872 og blev lukket i 1983 som følge af verdensomspændende overkapacitet inden for skibsbygning og en alt for ensidig koncentration om bygning af store tankskibe.
I løbet af sin 140-årige eksistens byggede A.G. Weser omkring 1.400 skibe. Ud over civil skibsbygning var værftet især involveret i militær skibsbygning til Kaiserliche Marine (1872–1918) og senere Reichs- og Kriegsmarine (1921–1945). Under begge verdenskrige byggede værftet en stor andel af de tyske ubåde.